# 什捷季
什捷季是捷克的城鎮，位於該國東北部易北河右岸，距離拉貝河畔羅烏德尼采10公里，由烏斯季州負責管轄，面積7.57平方公里，海拔高度155米，2007年人口共有8,774。